# Moutier
Moutier (en alemán Münster) es una comuna suiza del cantón del Jura, situada en el distrito administrativo del Jura bernés. Limita al norte con las comunas de Haute-Sorne (JU), Châtillon (JU) y Roches, al este con Belprahon y Eschert, al sur con Court, y al oeste con Champoz y Perrefitte.
Hasta el 31 de diciembre de 2009 era la capital del distrito de Moutier. En 2021, pasó a formar parte del cantón del Jura.

## Transportes
Ferrocarril
Existe una estación ferroviaria que le permite tener diferentes conexiones nacionales al día, así como regionales cada hora, permitiendo una mejor comunicación con las comunas cercanas y otras localidades del cantón.

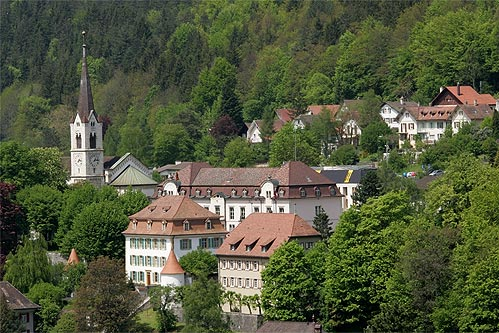
Vista de Moutier.